# Zannone
Zannone er en ø i øgruppen Pontinske øer, der er beliggende i det Tyrrhenske hav mellem Rom og Napoli. Øen har et areal på 0,9 km², og den er ubeboet. Den kan besøges på guidede ture fra naboøen Ponza. Det højeste punkt er Monte Pellegrino, 194 m.o.h.
Øen er en del af nationalparken, Parco Nazionale del Circeo, og har et spændende dyre- og planteliv. Blandt fuglene ses vandrefalk, og der ses flere krybdyr og insekter, der er endemiske for området.
På øen findes der desuden et forladt cisterniensisk kloster, grundlagt i 1213.
40°58′N 13°3′Ø / 40.967°N 13.050°Ø